# Gustav Holtzmann
Carl Gustav Holtzmann, auch C. Gustav Holtzmann oder Gustav Holzmann, (* 1. Juni 1804 in Breslau; † 1. Oktober 1860 in Berlin) war ein deutscher Architekt und kommunaler Baubeamter.

## Wirken
Erste Erwähnung fand Gustav Holtzmann 1828, als er Mitglied des Architektenvereins zu Berlin wurde. Vor 1843 begann er als Privatbaumeister (selbständiger Architekt) und wurde 1852 Stadtbaurat in Berlin.

## Bauten und Entwürfe in Berlin
- 1839–1841: erster Anhalter Bahnhof (mit Rosenbaum, 1873 abgebrochen)
- 1844–1845: Bauleitung beim Bau der St.-Jacobi-Kirche in der Luisenstadt (nach Entwurf von August Stüler)
- 1845–1849: Städtisches Friedrichs-Waisenhaus Rummelsburg (Knabenhäuser erhalten); Probstei der Nikolaikirche, Propststraße 7 (nicht erhalten, heute Standort des Gasthauses „Zum Nußbaum“)
- 1852: Entwürfe für den Umbau des alten Berliner Rathauses (nicht ausgeführt)

## Ehrungen
- 1846 bekam er den preußischen Roten Adlerorden IV. Klasse verliehen.
- Seit dem 25. September 2006 trägt die Gustav-Holzmann-Straße in Berlin-Lichtenberg seinen Namen.[4]